# فرانسينا أرمينغول
فرانسينا أرمينغول (من مواليد 11 أغسطس 1971، الإنكا) سياسية إسبانية من الحزب الاشتراكي لجزر البليار. تشغل منصب رئيسة جزر البليار منذ عام 2015، وهي أيضًا أول امرأة تشغل هذا المنصب على الإطلاق.
كانت نتيجة اختبارها إيجابية لـ كوفيد 19 في 20 ديسمبر 2021.
انتخبت فرانشينا أرمينغول، مرشحة الحزب الاشتراكي العمالي الإسباني، يوم 17 أغسطس 2023، رئيسة جديدة لمجلس النواب الإسباني، الغرفة السفلى للبرلمان.